# 崇仁新村 (成功區)
崇仁新村(成功區)為日本第八飛行聯隊在屏東街所建的第一批日式宿舍群，其興建於1928年。戰後作為空軍眷村崇仁新村的成功區，於2007登錄為屏東縣歷史建築。

## 介紹
日本第八飛行聯隊以屏東飛行場為基地，首批宿舍群於1928年3月16日在屏東街開工，同年12月20日完工，由臺灣軍經理部陸軍技師淺井新一設計，為陸軍飛行第八聯隊第一期的宿舍。第二期則是1929年位於崇仁新村通海區的宿舍群，第三期為因應陸軍飛行第八聯隊擴編為陸軍第三飛行團，於1941年在崇仁新村空翔區興建的宿舍群。
原日本第八飛行聯隊的宿舍在戰後皆由國民政府空軍第六聯隊接收，第一批興建的此區宿舍群則稱為「崇仁新村成功區」。此區的21棟建築在與勝利新村的50棟建築於2007共同登錄為屏東縣歷史建築，隨著眷戶在2010年陸續遷出，屏東縣政府逐步展開建築修復活化計畫。